# Bodovlje
Bodovlje je naselje u slovenskoj Općini Škofji Loki. Bodovlje se nalazi u pokrajini Gorenjskoj i statističkoj regiji Gorenjskoj. 

## Stanovništvo
Prema popisu stanovništva iz 2002. godine naselje je imalo 175 stanovnika.